# Bogoria
Bogoria é um município no sudeste da Polônia. Pertence à voivodia da Santa Cruz, no condado de Staszów. É a sede da comuna urbano-rural de Bogoria.
Estende-se por uma área de 5,5 km², com 1 088 habitantes, segundo o censo de 31 de dezembro de 2024, com uma densidade populacional de 196 hab./km².
Bogoria recebeu o foral de cidade em 1616 como uma cidade privada. Durante a Polônia do Congresso, ela pertencia ao condado de Staszów, na voivodia de Sandomierz. Foi privada de seus direitos municipais em 13 de janeiro de 1870 e incorporada à comuna de Wiśniowa, no condado de Sandomierz. De 1870 a 1954 na comuna de Wiśniowa, 1954–1972 foi a sede da gromada de Bogoria (a partir de 1 de outubro de 1954 no condado de Staszów), e a partir de 1973 da comuna de Bogoria. De 1975 a 1998, pertenceu administrativamente à voivodia de Tarnobrzeg. Em 1 de janeiro de 2024, recuperou a condição de cidade.

## Divisão administrativa
| Nome              | Tipo            |
| ----------------- | --------------- |
| Skoczylas         | parte da cidade |
| Ujazd Kiełczyński | parte da cidade |

## História

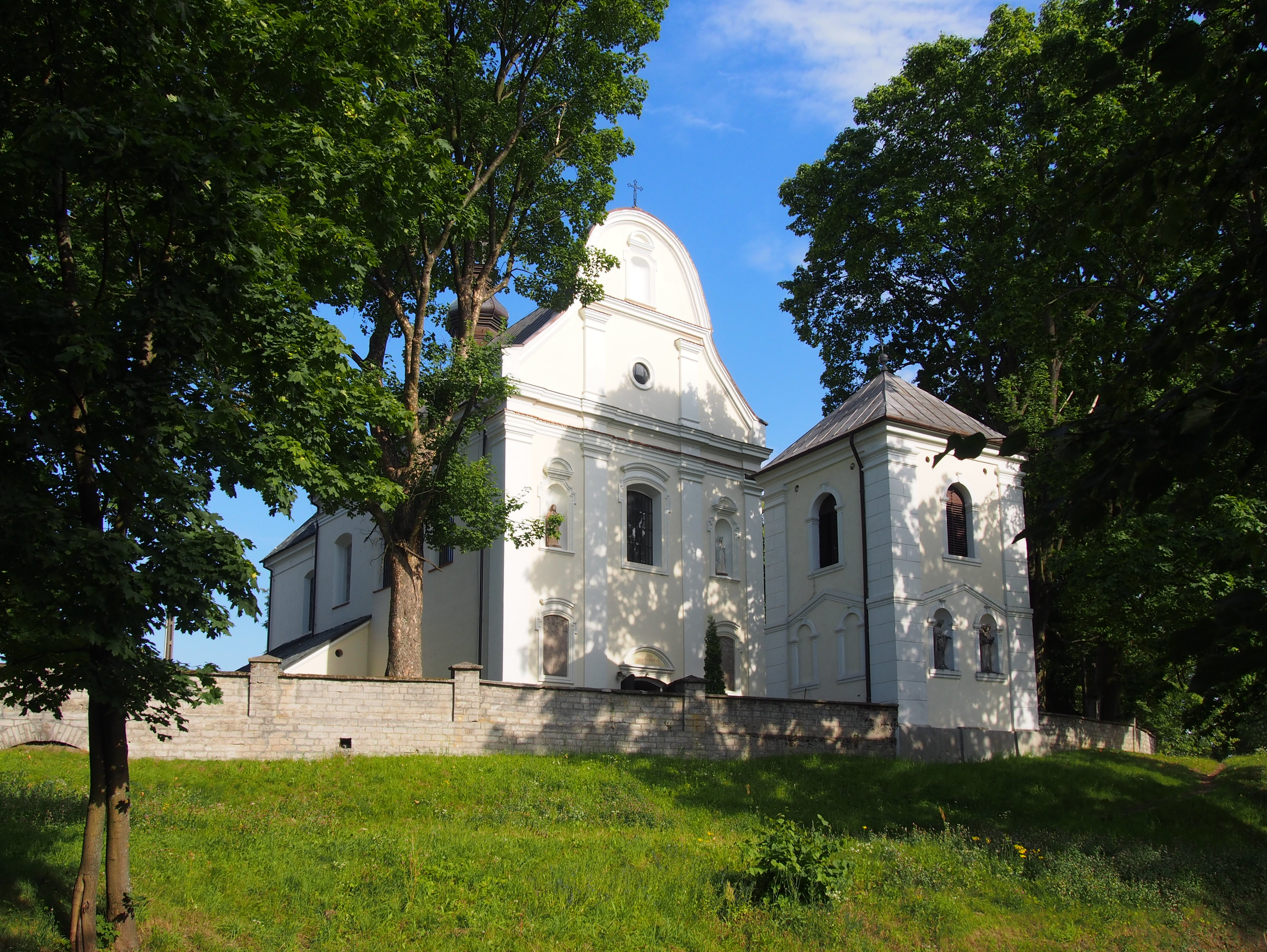
Igreja da Santíssima Trindade

A primeira menção a Bogoria remonta à época em que o vilarejo fazia parte da propriedade pertencente à família Bogoriowie, de Skotniki. Em 1578, a vila tinha 7 lans e era habitada por 7 fazendeiros, 2 colonos, 3 oficiais de justiça e 6 pessoas pobres. Em 1616, Krzysztof Bogoria Podłęcki fundou a cidade com base em um privilégio de fundação emitido pelo rei Sigismundo III Vasa. A cidade recém-fundada recebeu o nome do brasão de armas do fundador, “Bogoria”. Podłęcki também construiu uma prefeitura e estabeleceu guildas. Em 1620, ele construiu uma igreja de madeira e um monastério, para o qual trouxe os Cônegos Regulares. Havia também um hospital anexo à igreja. Em 1645, o rei Ladislau IV Vasa confirmou os privilégios anteriores e concedeu novos privilégios. Os habitantes da cidade receberam o privilégio de realizar cinco feiras por ano. Além disso, eles tinham permissão para fabricar cerveja, hidromel, vodca e vinho das plantações de videiras locais.
Bogoria foi amplamente destruída pelo exército sueco durante o Dilúvio sueco. Entre 1662 e 1663, a cidade tinha uma população de 303 habitantes. Nos anos seguintes, o número diminuiu ainda mais, chegando a 99 habitantes em 1674.
No século XVIII, Bogoria começou a se desenvolver novamente, especialmente no comércio e no artesanato. Uma fábrica de tecidos funcionava em Bogoria. Em 1770, um incêndio destruiu quase toda a cidade, inclusive a prefeitura, localizada na praça do mercado. Outros grandes incêndios ocorreram em 1893 e 1914, cada um deles causando enormes danos, pois os prédios de Bogoria eram predominantemente de madeira.
Em 1809, após o fim da guerra com a Áustria, parte do 1.º Regimento de Rifles a Cavalo ficou estacionado em Bogoria.
Em 1827, Bogoria tinha 73 casas e uma população de 425 habitantes. Em 1859, por outro lado, a cidade tinha 69 casas e 612 habitantes. Em 1869, Bogoria, como a maioria das cidades da divisão russa, perdeu seus direitos municipais. Como um assentamento rural, foi atribuída à comuna de Wiśniowa. Em 1880, o assentamento tinha 74 casas e 716 habitantes.

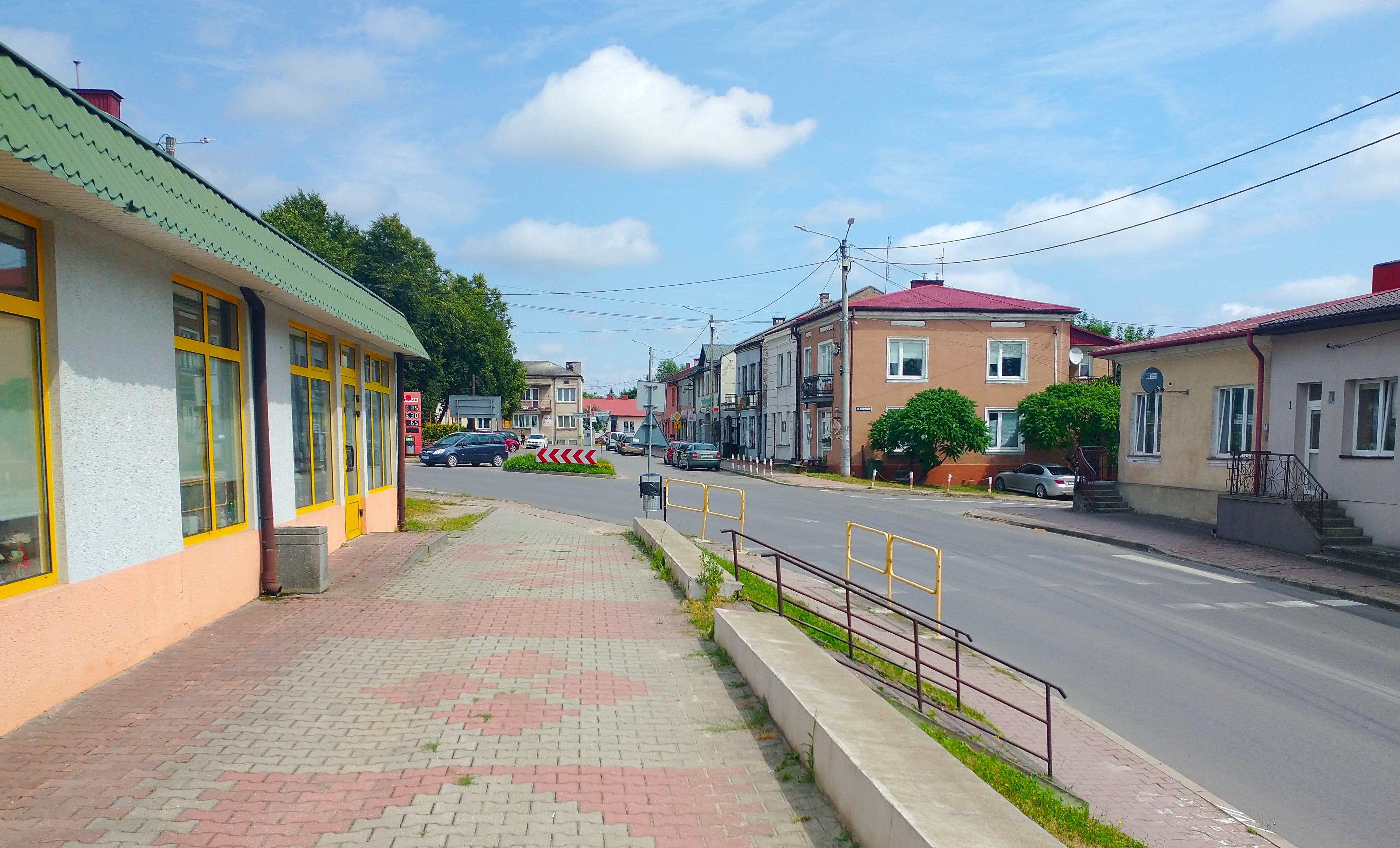
Parte de um edifício no centro

Durante a Primeira Guerra Mundial, entre 1915 e 1917, os austríacos construíram uma linha ferroviária de bitola estreita, da qual Bogoria era uma estação de junção. Assim, o assentamento recebeu uma conexão ferroviária direta com Szczucin, Jachimowice, Jędrzejów e Włostów. No período entre guerras, a ferrovia foi uma fonte de emprego para a maioria dos habitantes do assentamento. A ferrovia transportava principalmente colheitas, beterraba, sacarina, açúcar, carvão, madeira e mercadorias de usinas, serrarias, destilarias e pedreiras. A ferrovia também era usada para o transporte de passageiros.
Em 1915, os soldados da 1.ª Brigada das Legiões Polonesas que morreram na Batalha de Konary foram enterrados no cemitério local.
Em 1921, o assentamento tinha 141 casas e 1 185 habitantes, dos quais 450 eram de religião judaica (38% da população). No assentamento, havia uma escola primária pública de quatro classes, uma agência dos correios, um posto da Polícia Nacional, uma brigada de incêndio voluntária e uma estação da ferrovia de bitola estreita. Havia também uma sinagoga de lariço de 200 anos no assentamento.
Durante a Segunda Guerra Mundial, muitas ações armadas de guerrilheiros da divisão Jędrusiów ocorreram na área. Em agosto de 1944, durante os combates na cabeça de ponte Baranówsko-Sandomierski, o assentamento foi destruído em cerca de 95%, como principalmente resultado de bombardeios alemães.

## Monumentos históricos
- Complexo da igreja paroquial, listado no registro de monumentos imóveis:[14]
  - Igreja da Santíssima Trindade em Bogoria[15] — uma igreja barroca construída entre 1748 e 1778, erguida no local de um templo de madeira de 1620. O fundador do edifício de tijolos foi Michał Konarski, castelão de Sandomierz e herdeiro de Bogoria. O interior da igreja tem decoração rococó
  - Torre do sino
  - Cemitério da igreja fundado na segunda metade do século XVII
  - Cerca de tijolos com portões.
- Cemitério paroquial, a parte mais antiga[14]
- Cemitério judeu
- Escultura de pedra “Trem de Bogoria” representando um modelo de uma locomotiva a vapor Px48 e comemorando o fato de uma ferrovia de bitola estreita passou por Bogoria. A escultura está na praça do mercado desde 2012.

## Demografia
Conforme os dados do Escritório Central de Estatística da Polônia (GUS) de 31 de dezembro de 2024, Bogoria é uma cidade muito pequena com uma população de 1 088 habitantes (43.º lugar na voivodia de Santa Cruz e 978.º na Polônia), tem uma área de 5,5 km² (44.º lugar na voivodia de Santa Cruz e 839.º lugar na Polônia) e uma densidade populacional de 196 hab./km² (31.º lugar na voivodia de Santa Cruz e 850.º lugar na Polônia). Entre 2002–2024, o número de habitantes aumentou 4,8%.
Os habitantes de Bogoria constituem cerca de 1,60% da população do condado de Staszów, constituindo 0,09% da população da voivodia de Santa Cruz.
| Descrição                         | Total      | Total   | Mulheres   | Mulheres | Homens     | Homens  |
| --------------------------------- | ---------- | ------- | ---------- | -------- | ---------- | ------- |
| unidade                           | habitantes | %       | habitantes | %        | habitantes | %       |
| população                         | 1 088      | 100     | 572        | 52,6     | 516        | 47,4    |
| área                              | 5,5 km²    | 5,5 km² | 5,5 km²    | 5,5 km²  | 5,5 km²    | 5,5 km² |
| densidade populacional (hab./km²) | 196        | 196     | 103,1      | 103,1    | 92,9       | 92,9    |